# NGC 1886
NGC 1886 (również PGC 17174) – galaktyka spiralna (Sbc), znajdująca się w gwiazdozbiorze Zająca. Odkrył ją w 1886 roku Frank Muller.